# Меч кандидата у шаху, Рибли - Торе, 1983
Четвртфинални меч између Золтана Риблија и Еугенио Тореа, као један од мечева кандидата одиграних 1983. год. Меч је одигран у Аликантеу у коме је победу славио Золтан Рибли и тиме се пласирао у полуфинале овог такмичења. Меч је трајао десет партија.

## Учесници
- Золтан Рибли
- Еугенио Торе

## Резултат
| Играч        | Рејтинг | 1 | 2 | 3 | 4 | 5 | 6 | 7 | 8 | 9 | 10 | 11 | 12 | 13 | 14 |  | + | − | = | Бодови |
| ------------ | ------- | - | - | - | - | - | - | - | - | - | -- | -- | -- | -- | -- |  | - | - | - | ------ |
| Золтан Рибли | 2595    | ½ | ½ | ½ | ½ | 1 | 1 | 0 | ½ | ½ | 1  |    |    |    |    |  | 3 | 1 | 6 | 6      |
| Еугенио Торе | 2580    | ½ | ½ | ½ | ½ | 0 | 0 | 1 | ½ | ½ | 0  |    |    |    |    |  | 1 | 3 | 6 | 4      |

## Партије

### Партија 1, Торе - Рибли, ½-½
Дамина индијска одбрана, E18
1.d4 ♘f6 2. ♘f3 e6 3.c4 b6 4.g3 ♗b7 5. ♗g2 ♗e7 6. ♘c3 0-0 7.0-0 ♘e4 8. ♗d2 d5 9. ♘e5 ♘d7 10.cxd5 exd5 11. ♘d3 c5 12. ♘f4 ♘df6 13.dxc5 ♗xc5 ½-½

### Партија 2, Рибли - Торе, ½-½
Одбијен дамин гамбит, D17
1.♘f3 d5 2.c4 c6 3.d4 ♘f6 4.♘c3 dxc4 5.a4 ♗f5 6.♘e5 e6 7.f3 ♗b4 8.♘xc4 0-0 9.♗g5 h6 10.♗h4 c5 11.dxc5 ♕xd1+ 12.♖xd1 ♗c2 13.♖c1 ♗h7 14.e4 ♘c6 15.♗e2 ♗xc5 16.♗f2 ♘d7 17.♖d1 ♖fd8 18.♘d6 ♗xf2+ 19.♔xf2 ½-½

### Партија 3, Торе - Рибли, ½-½
Одбијен дамин гамбит, D42
1.d4 ♘f6 2. ♘f3 e6 3.c4 d5 4. ♘c3 c5 5.cxd5 ♘xd5 6.e3 ♘c6 7. ♗d3 ♗e7 8.0-0 0-0 9.a3 cxd4 10.exd4 ♗f6 11. ♗e4 ♘ce7 12. ♕d3 g6 13. ♘e5 b6 14. ♘g4 ♗g7 15. ♗g5 f6 ½-½

### Партија 4, Рибли - Торе, ½-½
Каро-Кан одбрана, B13
1.d4 c6 2.e4 d5 3.exd5 cxd5 4.c4 ♘f6 5. ♘c3 ♘c6 6. ♗g5 ♕a5 7. ♕d2 ♗e6 8.c5 ♘e4 9. ♘xe4 dxe4 10. ♕xa5 ♘xa5 11. ♗d2 ♘c6 12. ♗c3 0-0-0 13. ♘e2 ♗c4 14. ♘g3 ½-½

### Партија 5, Торе - Рибли, 0-1
Одбијен дамин гамбит, D43
1.d4 ♘f6 2.♘f3 e6 3.c4 d5 4. ♗g5 h6 5.♗xf6 ♕xf6 6.♘c3 c6 7.e3 ♘d7 8.♗d3 ♕d8 9.0-0 ♗e7 10.♕e2 0-0 11.♖fd1 f5 12.♖ab1 a6 13.b4 ♗d6 14.a4 ♘f6 15.♖dc1 ♘e4 16.♕c2 ♗d7 17.b5 axb5 18.axb5 ♕e7 19.c5 ♗b8 20.bxc6 ♗xc6 21.♘e2 ♕f6 22.♗b5 f4 23.♘xf4 ♗xf4 24.exf4 ♕xf4 25.♖f1 ♖a3 26.♖b3 ♗xb5 27.♖xa3 ♗xf1 28.♔xf1 g5 29.h3 h5 30.♖a2 g4 31.hxg4 hxg4 32.♘e5 ♕h2 33.f3 ♕h1+ 34.♔e2 ♕xg2+ 35.♔d3 ♖xf3+ 0-1

### Партија 6, Рибли - Торе, 1-0
Одбијен дамин гамбит, D49
1.d4 d5 2.c4 c6 3.♘c3 ♘f6 4.e3 e6 5.♘f3 ♘bd7 6.♗d3 dxc4 7.♗xc4 b5 8.♗d3 a6 9.e4 c5 10.e5 cxd4 11.♘xb5 ♘xe5 12.♘xe5 axb5 13.♕f3 ♗d7 14.0-0 ♗d6 15.♗f4 ♖a6 16.♘xd7 ♘xd7 17.♗xb5 ♖b6 18.♗xd6 ♖xb5 19.♖ac1 f6 20.♕e2 1-0

### Партија 7, Торе - Рибли, 1-0
Сицилијанска одбрана, B42
1.e4 c5 2.♘f3 e6 3.d4 cxd4 4.♘xd4 a6 5.♗d3 ♘f6 6.0-0 d6 7.c4 ♗e7 8.♘c3 0-0 9.♗e3 ♘bd7 10.f4 ♘c5 11.♗c2 e5 12.♘f5 ♗xf5 13.exf5 exf4 14.♖xf4 ♖c8 15.♖d4 ♘cd7 16.♗e4 ♘xe4 17.♘xe4 ♘f6 18.♘c3 b5 19.cxb5 axb5 20.♘xb5 d5 21.♖d3 ♖e8 22.♔h1 ♕d7 23.♘d4 ♘e4 24.♕f3 ♗f6 25.♖ad1 ♕a4 26.a3 h6 27.♗g1 ♕a6 28.♗4 ♕a4 29.♘e2 ♘g5 30.♕f1 ♘e4 31.♘f4 ♘c3 32.♖a1 ♕d7 33.♘h5 ♗e5 34.♖e1 ♕b5 35.♖f3 ♕xf1 36.♖fxf1 d4 37.♖a1 ♖a8 38.♘f4 Bf6 39.♘d3 ♖e2 40.♖f2 ♖e3 41.♖d2 ♘e4 42.♖dd1 ♖e2 43.♘f4 ♘f2+ 44.♗xf2 ♖xf2 45.♘d3 ♖xf5 46.a4 ♔f8 47.h3 ♔e7 48.♖dc1 ♔d8 49.a5 h5 50.♖c6 h4 51.♖ac1 ♗e7 52.♔g1 ♗g5 53.♖1c5 ♗e3+ 54.♔h2 ♖xc5 55.♖xc5 ♔d7 56.g3 hxg3+ 57.♔xg3 ♗d2 58.♖d5+ ♔e6 59.♖b5 ♔d6 60.♘e5 ♗e1+ 61.♔f3 f6 62.♘c4+ ♔c6 63.♖c5+ ♔b7 64.♘d6+ ♔a6 65.♖c6+ ♔a7 66.a6 ♖d8 67.♘b5+ ♔a8 68.♖c7 1-0

### Партија 8, Рибли - Торе, ½-½
Краљева индијска одбрана, E97
1.d4 ♘f6 2.c4 g6 3.♘c3 ♗g7 4.e4 d6 5.♗e2 0-0 6.♘f3 e5 7.0-0 ♘c6 8.d5 ♘e7 9.♗d2 ♘e8 10.♖c1 c5 11.dxc6 bxc6 12.b4 ♘c7 13.b5 d5 14.cxd5 cxd5 15.♘xd5 ♘cxd5 16.exd5 ♘xd5 17.♗g5 ♕d7 18.♕b3 ♘b6 19.♖fd1 ♕f5 20.♖c5 ♘d7 21.♖cd5 ♘b6 22.♖c5 ½-½

### Партија 9, Торе - Рибли, ½-½
Сицилијанска одбрана, B84
1.e4 c5 2.♘f3 d6 3.d4 cxd4 4.♘xd4 ♘f6 5.♘c3 a6 6.♗e2 e6 7.f4 ♗e7 8.0-0 0-0 9. ♔h1 ♕c7 10.♕e1 b5 11.♗f3 ♗b7 12.e5 ♘e8 13.f5 ♗xf3 14.♘xf3 exf5 15.♗g5 ♕d8 16.♗xe7 ♕xe7 17.♘d5 ♕b7 18.♖d1 dxe5 19.♕xe5 ♘c6 20.♕xf5 ♘e7 21.♘xe7+ ♕xe7 22.♘g5 ♘f6 ½-½

### Партија 10, Рибли - Торе, 1-0
Старо индијска одбрана, A55
1.♘f3 ♘f6 2.d4 d6 3.c4 ♘bd7 4.♘c3 c6 5.e4 e5 6.♗e2 ♗e7 7.0-0 0-0 8.♖e1 a6 9.♗f1 b5 10.a3 ♗b7 11. ♗g5 ♖e8 12.h3 ♕b8 13.♕c2 h6 14.♗e3 ♗f8 15.♖ad1 g6 16.♗4 ♕c7 17.dxe5 dxe5 18.c5 a5 19.♖d3 ♘b8 20.♕d2 ♔h7 21.g4 ♗c8 22.g5 hxg5 23.♘xg5+ ♔g8 24.f4 ♘a6 25.fxe5 ♘h5 26.♖d6 ♖xe5 27.♕h2 ♗g7 28.♖ed1 ♖xg5+ 29.♗xg5 ♗xc3 30.♗e2 axb4 31. ♗xh5 bxa3 32.♕g3 ♗g7 33.♖d8+ ♗f8 34.♖xf8+ ♔xf8 35.♖d8+ ♕xd8 36.♗xd8 a2 37.♗f6 ♗e6 38.♕d6+ ♔g8 39.♗xg6 ♘xc5 40.♗xf7+ ♗xf7 41.♕g3+ 1-0